# جامعة الأميرة سمية للتكنولوجيا
جامعة الأميرة سمية للتكنولوجيا هي جامعة أردنية معتمدة اعتماداً عاماً وخاصاً من وزارة التعليم العالي والبحث العلمي. وهي جامعة خاصة غير ربحية،  ويملكها مركز البحث التطبيقي الرئيسي في المملكة، الجمعية العلمية الملكية. وتقع مبانيها ضمن الجمعية العلمية الملكية في عمان، بدأت بتخصصي علم الحاسبات وهندسة الإلكترونيات فقط عندما أسست عام 1991.
في عام 2012 كانت جامعة الأميرة سمية للتكنولوجيا أول جامعة في الشرق الأوسط وشمال أفريقيا تحصل على منحة تشارلز باباج من شركة سنوبسس العالمية وهي عبارة عن مختبرات جديدة مختصة لتصميم الدوائر المتكاملة. كما وتمنح الجامعة الفرصة لطلبنها للالتحاق ببرنامج التبادل الثقافي الذي يوفر للطلبة فرص استثنائية في الدراسة والسفر إلى أعرق الجامعات الأمريكية والأوروبية. حصلت على المركز الأول في عامي 2005 و 2006 في امتحان الكفاءة الأردني لتخصص علم الحاسوب وفوق المعدل العالمي.

## نظام الدراسة
تطبّق الجامعة نظام الساعات المعتمدة. وتشترط مواظبة الطلبة على دوامهم. ويتخرج الطالب ويحصل على درجة البكالوريوس في تخصصات تكنولوجبا المعلومات وتخصصات الأعمال بالإضافة لتخصص هندسة البرمجيات بعد أن ينهي بنجاح 132 ساعة معتمدة، وبمعدل تراكمي لا يقل عن 60%. أما في تخصص الهندسة الإلكترونية وهندسة الحاسوب وغيرها فيحصل الطالب على درجة البكالوريوس بعد إنهائه بنجاح 160 ساعة معتمدة، بمعدل تراكمي لا يقل عن 60%.
تمنح درجة البكالوريوس في التخصصات الآتية:

### كلية الملك عبد الله الثاني للهندسة الكهربائية
- الهندسة الإلكترونية (أسس عام 1994)
- هندسة الحاسوب (أسس عام 2002).
- هندسة الاتصالات/ إنترنت الأشياء (أسس عام 2005).
- هندسة الطاقة والقدرة الكهربائية (أسس عام 2011).
- هندسة امن الشبكات والمعلومات (جديد 2014)

### كلية الملك الحسين لتكنولوجيا المعلومات
- علم الحاسوب (أسس عام 1991).
- علم الرسم الحاسوبي (أسس عام 2005).
- هندسة البرمجيات (أسس عام 2011).
- الأمن السيبراني (أسس عام 2019).
- علم البيانات والذكاء الأصطناعي (أسس عام 2019).

### كلية الملك طلال للاعمال والتكنولوجيا
- إدارة الأعمال (أسس عام 2009).
- المحاسبة (أسس عام 2011).
- التسويق الإلكتروني والتواصل الاجتماعي (أسس عام 2012).
- تكنولوجيا معلومات الأعمال (أسس عام 2015).

### كلية الملك عبد الله للدراسات العليا
وتمنح درجة الماجستير في التخصصات التالية:
- علم الحاسوب (أسس عام 2007).
- تكنولوجيا المعلومات الصحية (أسس عام2007).
- الأمن السيبراني (أسس عام 2011).
- ريادة الأعمال (أسس عام 2012).
- هندسة القدرة والطاقة المستدامة
- هندسة الأنظمة الذكية
- الادارة الهندسية
- تحليل الأعمال
- تكنولوجيا المالية والمحاسبة التحليلية
- التسويق الإلكتروني والتواصل الاجتماعي
- علم البيانات
- هندسة برمجيات المؤسسات
- الماجستير التنفيذي في إدارة الأعمال

افتتح جلالة الملك عبد الله الثاني كلية الملك عبد الله الثاني للهندسة الكهربائية أثناء زيارته للجامعة في 26/11/2013 بعدما حصلت جامعة الأميرة سمية للتكنولوجيا في العام نفسه على اعتماد ABET العالمي في أربعة تخصصات وهي علم الحاسوب وهندسة الاتصالات والهندسة الالكترونية وهندسة الحاسوب لتكون أول جامعة في الأردن متفوقة بذلك على الجامعات الأردنية الخاصة الحكومية كافة.
تخطط الجامعة للتوسع في برامجها التدريسية في السنوات الخمس القادمة، حيث تشمل برامج ماجستير في هندسة النظم الجغرافية وهندسة نظم الشركات وإدارة المشاريع الهندسية، ونظم المعلومات الحيوية، والهندسة المستدامة، ونظم المعلومات الإدارية، وريادة الأعمال، كما تنوي الجامعة إدخال برنامج الدكتوراه في علم الحاسوب.

## الهيئة التدريسية
بلغ عدد أعضاء الهيئة التدريسية في عام 2013 (67) عضوا في مختلف التخصصات.

## الموقع والمباني
تقع جامعة الأميرة سمية للتكنولوجيا في منطقة الجبيهة، على بعد 11 كم من وسط عمان. وهي بالقرب من وزارة التعليم العالي والبحث العلمي والجمعية العلمية الملكية والجامعة الأردنية والمركز الجغرافي الملكي.
تشمل مبانيها التالي:
- مبنى كلية الملك طلال للأعمال
- مبنى كلية الملك الحسين لتكنولوجيا المعلومات.
- مبنى كلية الملك عبد الله الثاني للهندسة الكهربائية.
- مبنى مكتبة الحسن.
- مبنى رئاسة الجامعة وعمادة شؤون الطلبة.
- مبنى الوفاء (مجلس الأمناء والإدارة والمالية والتسجيل).
- مبنى الكفتيريا.
- مبنى عيادة الجامعة.
- مبنى مركز الأنشطة الطلابية.
- كما يوجد في الجامعة سبعة مختبرات لعلم الحاسوب، ومختبران للفيزياء، و 28 مختبراً للهندسة الكهربائية بفروعها. وترتبط المختبرات بشبكة الإنترنت.

## مجلس الأمناء
يعد مجلس أمناء الجامعة أعلى مجلس فيها من حيث المهمات والصلاحيات. فهو مخول بوضع السياسات والاستراتيجيات ورصد تقدم الجامعة وتطورها. وهو يتكون من 12 عضوا، على رأسهم الأميرة سمية بنت الحسن، رئيس المجلس.

## وصلات خارجية
- موقع جامعة الأميرة سمية.
- جامعة الأميرة سميّة.